# Zeinab Badawi

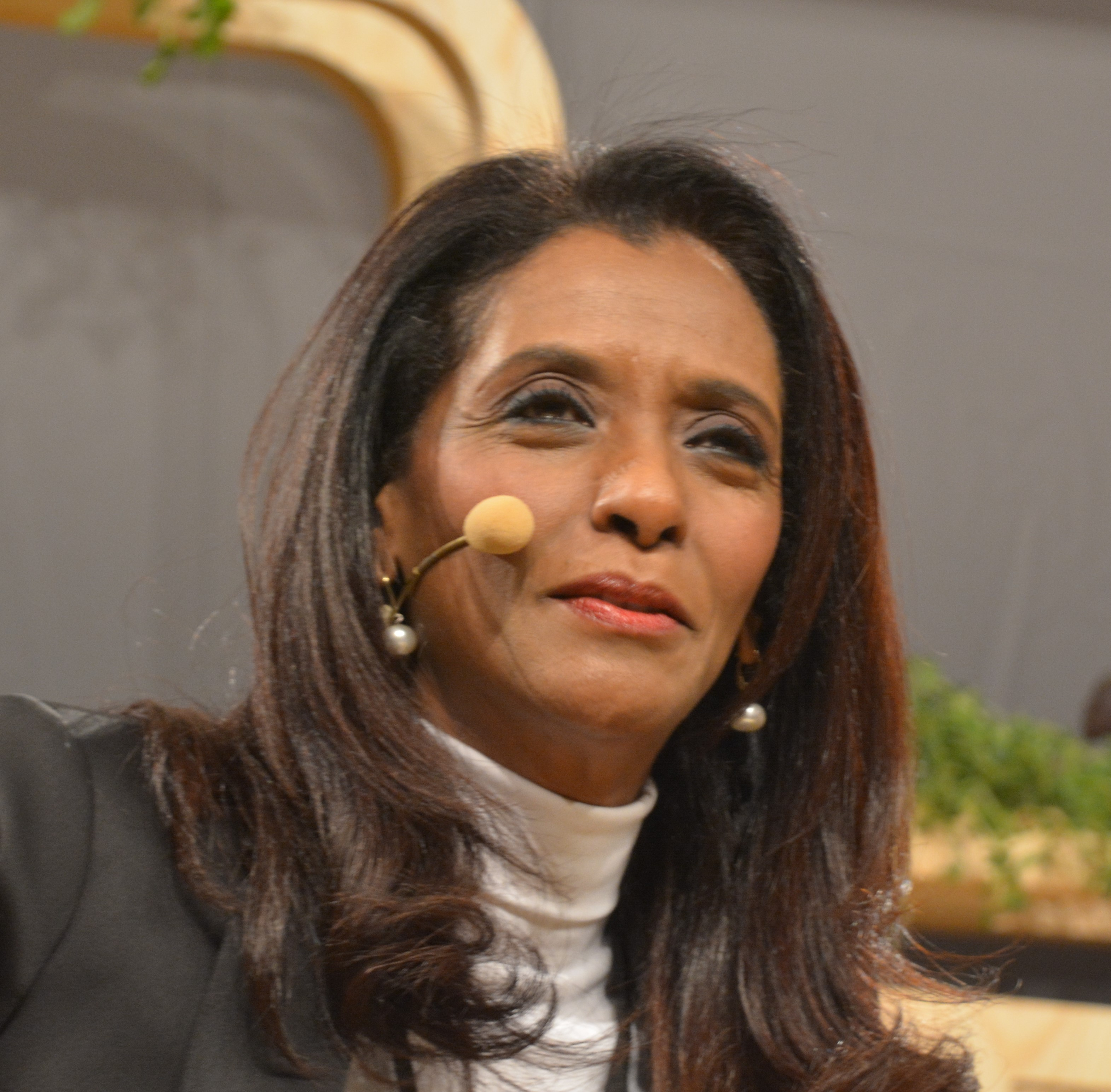
Zeinab Badawi, 2016

Zeinab Badawi (geboren op 24 november 1959) is een Soedanees-Britse televisie- en radiojournaliste. Ze was de eerste presentatrice van het ITV Morning News (later bekend als ITV News at 5:30), en presenteerde Channel 4 News samen met Jon Snow van 1989 tot 1998, voordat zij bij BBC News kwam. Badawi presenteerde World News Today, uitgezonden op zowel BBC Four als BBC World News, en Reporters, een wekelijks overzicht van BBC-nieuwsberichten.

## Achtergrond en opleiding
Badawi is geboren in Soedan en woont sinds haar tweede levensjaar in Groot-Brittannië. Haar overgrootvader, Sjeik Babiker Badri, vocht tegen Kitcheners Britse strijdkrachten in de Slag bij Omdurman in 1898 en was een promotor van onderwijs voor vrouwen in Soedan. Badawi's vader was uitgever van een krant in Soedan, begaan met sociale hervormingen en die, toen het gezin naar het Verenigd Koninkrijk verhuisde, voor de Arabischtalige afdeling van de BBC ging werken. Badawi spreekt Arabisch, maar niet vloeiend.
Ze volgde haar middelbareschoolopleiding aan het Hornsey High School for Girls in Noord-Londen, voordat zij filosofie, politiek en economie (PPE) ging studeren aan St Hilda's College van de Universiteit van Oxford. In Oxford was Badawi lid van de Oxford University Broadcasting Society. In 1988 verhuisde zij terug naar Londen voor een fulltime eenjarige Master politiek en antropologie van het Midden-Oosten aan de School of Oriental and African Studies (SOAS), University of London. Zij studeerde er cum laude af in 1989.

## Journalistiek en onderscheidingen
Na haar afstuderen aan Oxford University werd Badawi onderzoekster en van 1982 tot 1986 tv-journaliste voor Yorkshire TV. Na een tijdje bij BBC Manchester te zijn geweest, ging ze in 1988 werken voor Channel 4 News. Badawi co-presenteerde Channel 4 News van 1989 tot 1998 toen ze overstapte naar de BBC.
Bij de BBC werkte Badawi gedurende vijf jaar als presentatrice en verslaggever voor live politieke programma's over Westminster. Ze werkte ook bij radio BBC als regulier presentatrice van The World Tonight op Radio 4 en BBC World Service's Newshour. In 2005 werd Badawi het nieuwe gezicht van The World on BBC Four, het eerste dagelijkse nieuwsbulletin in het Verenigd Koninkrijk dat voornamelijk gewijd was aan internationaal nieuws. In mei 2007 werd het programma ombenoemd tot World News Today; het is ook te zien op het BBC World News kanaal. Zij modereert regelmatig het BBC interview-programma HARDtalk. In een exclusief interview in mei 2009 interviewde Badawi Soedans president Omar al-Bashir, het eerste zittende staatshoofd dat werd aangeklaagd voor oorlogsmisdaden.
Naast haar rol als presentatrice van BBC World News, heeft Badawi vanaf 2010 gepresenteerd voor het BBC News Channel en het programma BBC News at Five. In mei 2014 was zij gestationeerd in Johannesburg waar ze de Zuid-Afrikaanse verkiezingen versloeg voor BBC World News en het BBC News Channel.
Badawi heeft vele jaren de jaarlijkse discussie over Nobel-laureaten geleid i.v.m. de feestelijkheden rondom de uitreiking van de Nobelprijs in het Zweedse Stockholm. Het  programma wordt uitgezonden op de Zweedse televisie.
In november 2009 werd Badawi uitgeroepen tot internationale tv-persoonlijkheid van het jaar tijdens de Annual Media Awards, de internationale media excellence awards georganiseerd door de Association for International Broadcasting. Op 21 juli 2011 ontving Badawi voor haar journalistieke prestaties een eredoctoraat in de letteren van de  School of Oriental and African Studies (SOAS). In augustus 2018 ontving ze de President's Medal van de  British Academy "voor haar bijdragen aan de internationale politieke journalistiek".

## Publieke functies
Badawi is adviseur geweest aan het Foreign Policy Centre en Council Member van het Overseas Development Institute.
Sinds 2014 is zij is ook voorzitter van de Royal African Society (RAS).
Ze is trustee van de National Portrait Gallery (vanaf 2004) en van de British Council.
In juni 2011 is zij lid geworden van de adviesraad van het New College of the Humanities.
Badawi is oprichter en voorzitter van het Africa Medical Partnership Fund (AfriMed), een liefdadigheidsinstelling met als doel lokale medische professionals in Afrika te helpen.
In oktober 2021 werd Badawi aangesteld als president van de School of Oriental and African Studies in Londen.
| Betrekkingen in de media         | Betrekkingen in de media                      | Betrekkingen in de media       |
| -------------------------------- | --------------------------------------------- | ------------------------------ |
| Voorafgegaan door nieuwe positie | Hoofdpresentator van World News Today 2009–14 | Opgevolgd door Philippa Thomas |